# Lista de membros da Royal Society eleitos em 1953
Esta página lista Membros da Royal Society eleitos em 1953.

## Fellows (FRS)
1. John Stuart Anderson[2]
2. Kenneth Bailey (biochemist)[3]
3. Henry Barcroft[4]
4. John Barker (biologist)[5]
5. John Charles Burkill[6]
6. Sir John Warcup Cornforth[7]
7. Sir Samuel Curran[8]
8. Charles Sutherland Elton[9]
9. Sir Otto Frankel[10]
10. Ernest Gale[11]
11. Alfred Gordon Gaydon[12]
12. Sir Arnold Alexander Hall
13. Geoffrey Wingfield Harris[13]
14. Sir Claude Cavendish Inglis[14]
15. Willis Jackson, Baron Jackson of Burnley[15]
16. Sir Michael James Lighthill[16]
17. George Hoole Mitchell[17]
18. Lionel Penrose[18]
19. Herbert Marcus Powell[19]
20. Alan Richard Powell[20]
21. Victor Rothschild, 3rd Baron Rothschild[21]
22. David Shoenberg[22]
23. Thomas Wallace[23]
24. David Whitteridge[24]
25. Sir Richard van der Riet Woolley[25]

## Foreign Members (ForMemRS)
1. Louis de Broglie[26]
2. Robert Courrier[27]
3. Hermann Muller[28]
4. Wolfgang Pauli[29]